# Dipaenae
Dipaenae is een geslacht van vlinders van de familie spinneruilen (Erebidae), uit de onderfamilie Arctiinae.

## Soorten
- D. contenta Walker, 1854
- D. eucera Felder, 1875
- D. ferruginosa Walker, 1854
- D. incontenta Schaus, 1905
- D. moesta Walker, 1854
- D. romani Bryk, 1953
- D. salcedo Dognin, 1898
- D. zygaenoides de Toulgoët, 1983